# Petersberg (Rhénanie-Palatinat)
Pour les articles homonymes, voir Petersberg.
Petersberg est une municipalité de la Verbandsgemeinde Thaleischweiler-Fröschen, dans l'arrondissement du Palatinat-Sud-Ouest, en Rhénanie-Palatinat, dans l'ouest de l'Allemagne.

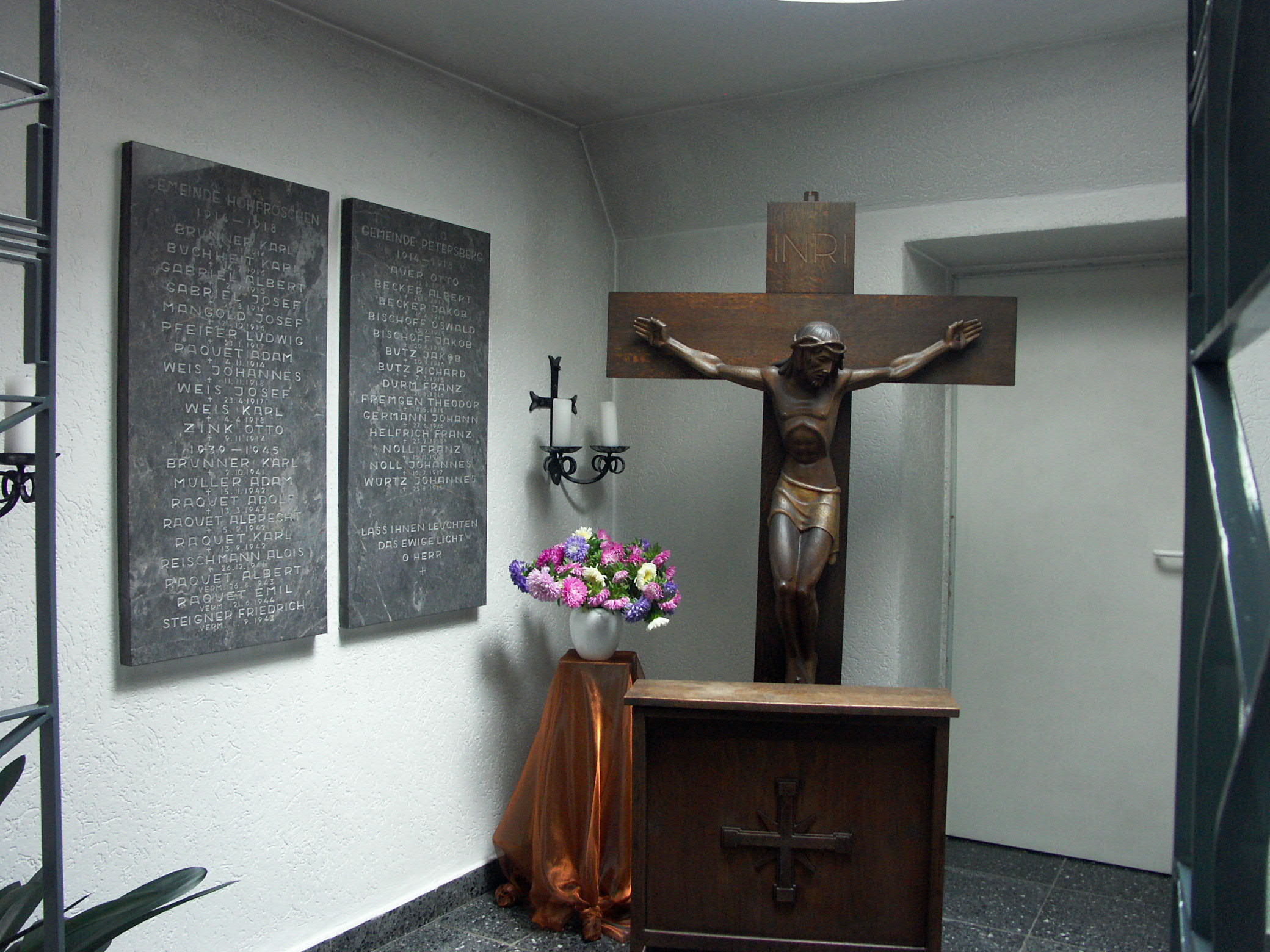
Plaque commémorative à l'intérieur de la chapelle catholique.